# Fortuna (mitologia)
Fortuna era una deessa de la mitologia romana que personificava la sort, el destí i l'atzar, per això sovint se la representava cega, igual que el símbol de la justícia actual, però sense les balances. Ciceró la va associar literàriament a la Roda de la Fortuna, que gira portant dissort o benaurances de manera cíclica. Aquesta imatge va triomfar durant l'Edat Mitjana i sembla venir del seu nom primigeni, Vertumne (la que fa girar l'any, en itàlic antic). Quan era favorable solia ser representada com una jove amb una cornucòpia (la banya de l'abundància). Els seus atributs es corresponen amb la deessa menor grega Tyché.

## Culte

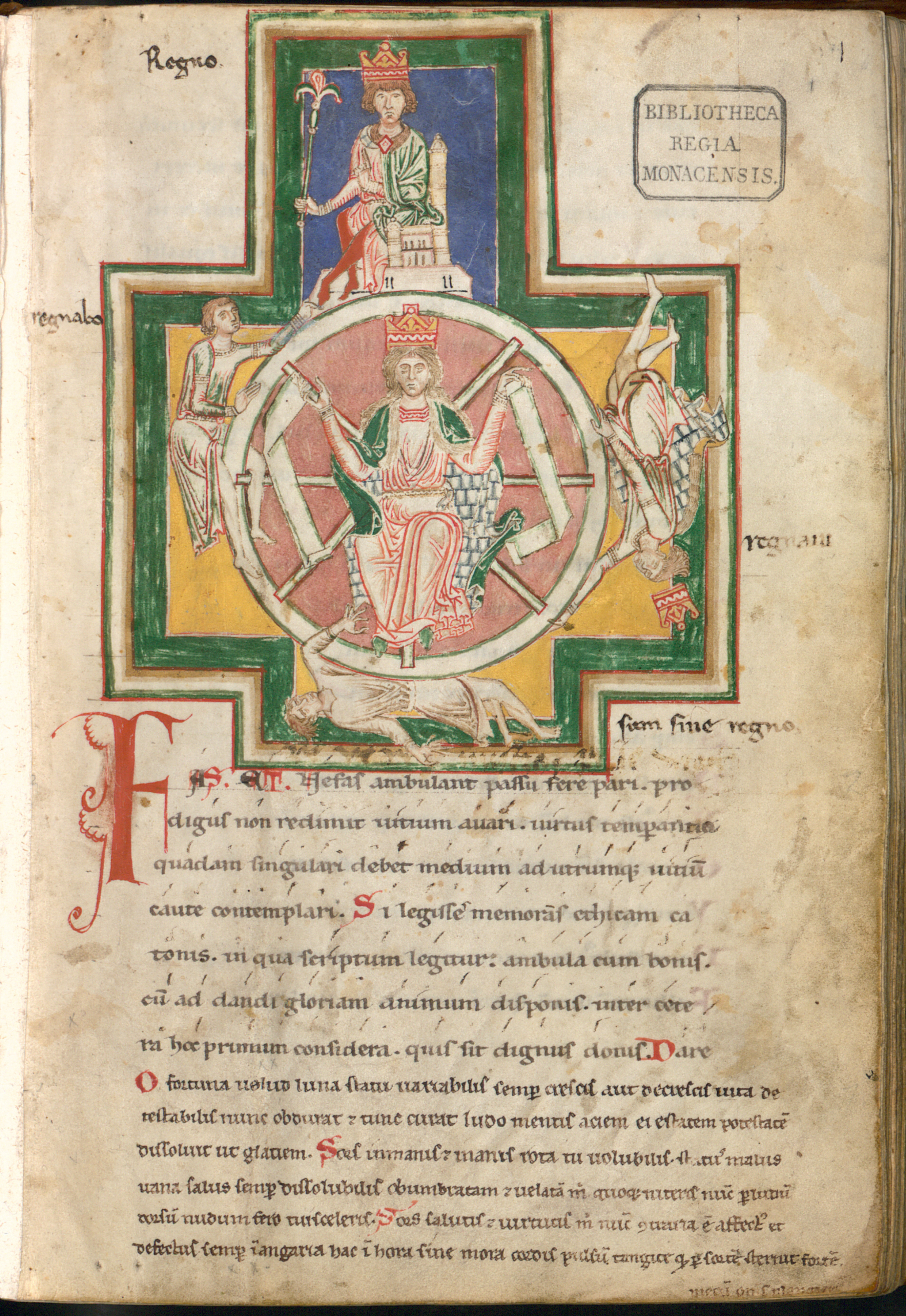
Pàgina del cançoner Carmina Burana, amb una il·lustració de la Roda de la Fortuna.

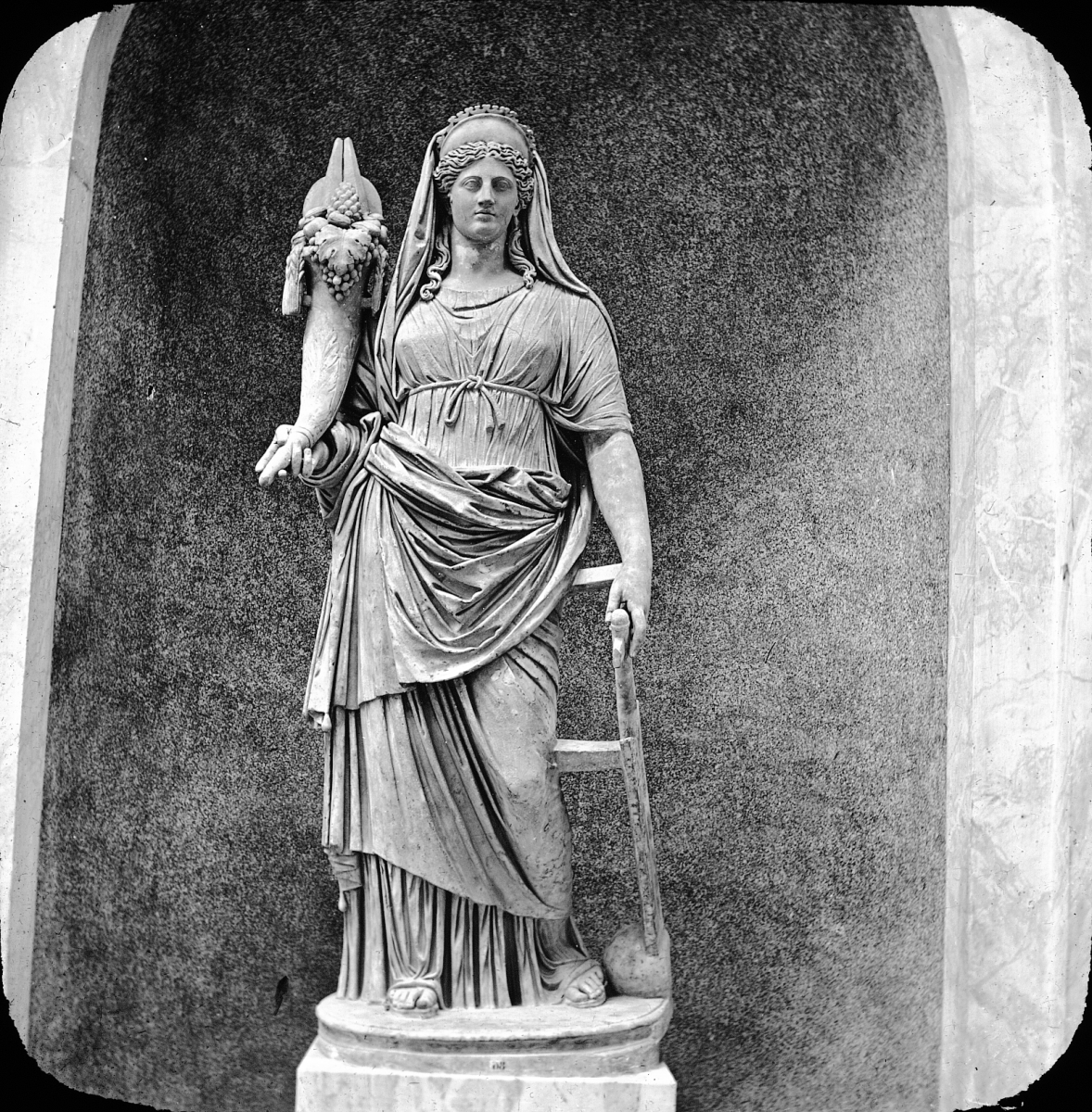
Estàtua de Fortuna amb una cornucòpia a la mà.

La introducció del culte a Fortuna en la societat romana és atribuït al rei Servi Tul·li, fins i tot hi ha llegendes que li atribueixen haver tingut relacions sexuals amb aquesta deessa, però altres historiadors creuen que va ser el rei Anc Marci qui va introduir el seu culte. Els temples més antics estaven als afores de la ciutat, a la riba dreta del Tíber (actual Trastevere). Es creu que el primer va ser manat construir per Servi Tul·li. El segon se sap amb certesa que va ser construït el 293 aC en compliment d'una prometença durant les guerres amb els etruscs. La data de la inauguració va ser el 24 de juny, quan la gent acostumava a sortir de la ciutat per a celebrar la diada de l'inici de l'estiu, després tornaven ebris amb guarniments que s'havien fet amb fulles i flors. Fortuna també tenia un temple al Forum Boarium. En aquest lloc el culte era compartit amb Mater Matuta (la deessa festejada cada 11 de juny), on aquesta deessa tenia un temple bessó, el qual va ser descobert en unes excavacions dutes al darrere de l'església de Sant'Omobono. A la ciutat de Praeneste hi havia un espectacular temple dedicat a Fortuna Primigenia, el qual els romans van voler imitar al segle iii aC edificant un de semblant als afores end of 3rd BC. Aquest temple va rebre el nom de Fortuna Publica Populi Romani (La deessa oficial de la bona sort per al poble romà) i estava al Quirinal a la part exterior de la Porta Collina. Malgrat tot no va arribar a ser tan impressionant com el de Praeneste.
A Càpua es va construir, l'any 110 aC, un temple dedicat a tres divinitats: Fortuna, Spes i Fides.

## Funcions

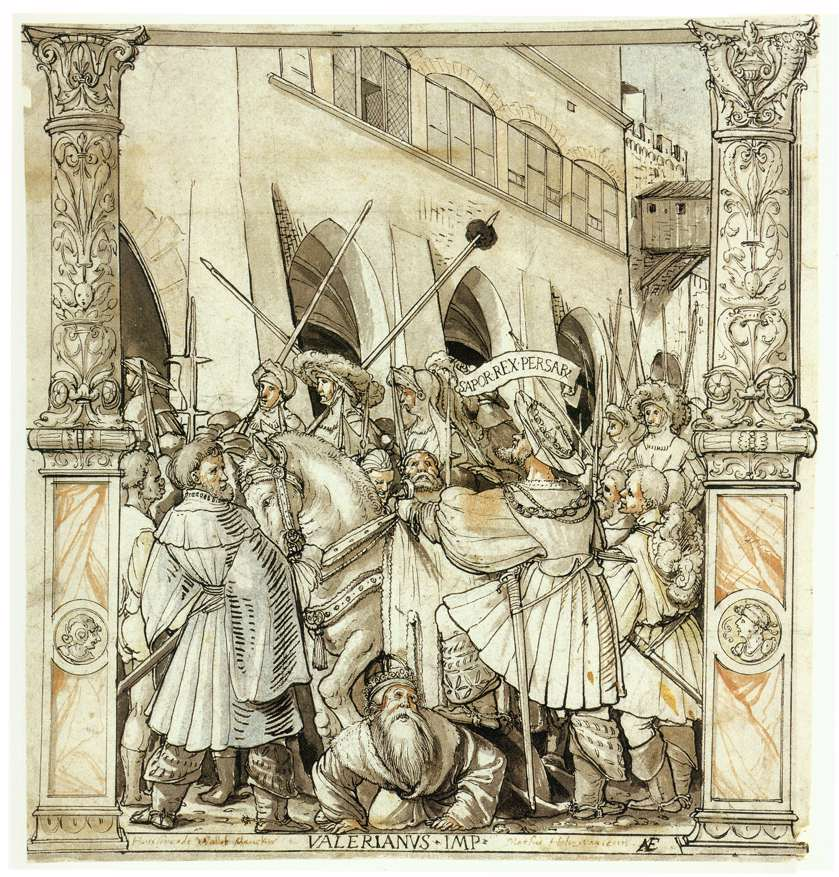
La humiliació de l'emperador Valerià I infligida pel rei Sapor I de Pèrsia(260) ha passat a la història com un exemple de la facilitat amb què pot variar la Fortuna. Dibuix de Hans Holbein el Jove (1521).

Es considerava que Fortuna era la personificació de les oportunitats de prosperar i, en aquest sentit, tenia relació amb el concepte de virtutis temperantiae (la virtut, la fortalesa de caràcter). Els funcionaris públics sense caràcter virtuós, atreien a la mala fortuna i feien que recaigués sobre el poble romà. L'historiador Sal·lusti citava a Catilina per explicar millor aquesta idea: "Certament, quan en lloc de treball es troba vagància, en lloc d'esperit de mesura i equitat trobem la invasió del caprici i l'orgull, la sort(fortuna) canvia així com la moralitat".
Al temple de Fortuna Primigena de Praeneste, hi havia un oracle que consistia en un noiet al qui ficaven dins d'un pou perquè agafés una tros de fusta de roure on estaven escrites les respostes a les preguntes sobre el futur que en feia la gent. En altres llocs de l'imperi on es realitzava culte a la deessa Fortuna han aparegut diverses inscripcions: Fortuna Dubia (La fortuna dubtosa), Fortuna Brevis (l'efímera fortuna) i Fortuna Mala. Estava present també en l'ambient domèstic o personal. A començament de l'imperi, a la casa de "Menander" a Pompeia es va trobar un amulet que la relacionava amb la deessa egípcia Isis. També se la relacionava, pel que fa a la seva funció, amb un déu anomenat Bonus Eventus, qui sovint era representat com a company seu en amulets i en camafeus.
Els etruscs unien el seu culte al d'una deessa més antiga anomenada Vertumne. I es parlava d'ella com la "roda de la fortuna" perquè entenien que la sort era cíclica, amb períodes de bona sort seguits de períodes de mala sort. El text més antic que parla d'aquest concepte és de l'any 55 aC. Sèneca feia una reflexió sobre la facilitat amb què pot variar la fortuna d'una persona, en la seva obra "Agamenon". Ovidi també es lamentava de la seva sort en una carta escrita en l'exili, expressant-se sobre Fortuna en els següents termes: «Deessa que admet, per la seva roda inestable, la seva pròpia inconstància, sempre assenyala cap al seu peu oscil·lant.»
Existia també la Fortuna Redux (en català 'la Fortuna que fa tornar') que era un dels atributs de la deessa Fortuna i tenia per missió de propiciar el retorn d'un viatge perillós. Se la representava també amb una cornucòpia i amb elements específics de la seva funció: un rem o un timó i de vegades amb una bola del món.

## Fortuna i el cristianisme

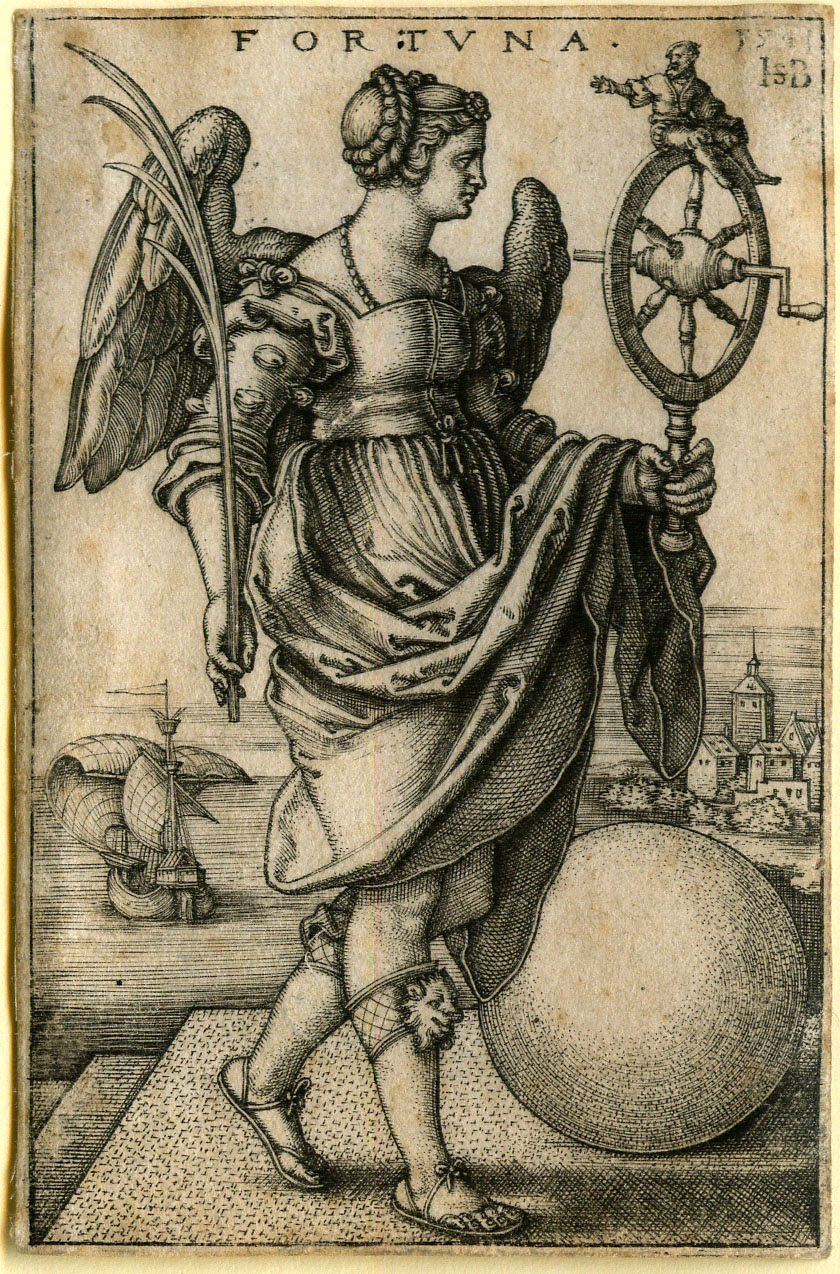
Dibuix del segle XVI

Amb l'arribada del cristianisme i la seva imposició com a religió oficial, es va prohibir el seu culte així com la dels altres déus de l'antiga religió romana, però no va ser possible esborrar totalment la creença en la seva existència. Al s. VI Boeci, en un intent de conciliar Fortuna amb el cristianisme va escriure que era una servidora de Déu, un vehicle de la seva divina voluntat.
La seva obra De consolatione philosophiae va influir durant generacions, sent tema d'estudi a les universitats medievals. Aquesta nova Fortuna, acceptada pel cristianisme, va tenir una nova imatge: Se la representava amb dues cares, Fortuna bifrons, representant la bona i la mala sort: una somrient, l'altra cenyuda, o bé mitja cara pintada en negre i l'altra meitat en blanc. En la segona part del llibre apareixia la roda de la fortuna, imatge que també es va fer molt popular, es pot trobar copiada en altres llibres o fins i tot en vitralls, com en la catedral d'Amiens. Aquesta roda té una inscripció a l'esquerra que diu: regnabo («jo regnaré»), a la part superior regno («jo regno»). Generalment la figura femenina que representa Fortuna està coronada, a la seva dreta està la inscripció regnavi («jo vaig regnar») i a la part de baix diu: sum sine regno («no tinc cap regne»). També a l'edat mitjana va començar a aparèixer amb altres símbols: la cornucòpia, un timó de vaixell, una bena als ulls, una esfera, una roda. La interpretació d'aquests símbols és la següent: cornucòpia=abundància, timó=el destí, la bena=deslligar el destí amb les virtuts o qualitats de l'individu, esfera=l'oportunitat, roda=que la sort tant si és bona com si és dolenta no dura gaire.

## En la literatura posterior
Fortuna va aparèixer en moltes obres de la literatura posterior. En el Roman de la Rose, Fortuna frustrava les esperances d'un enamorat qui havia estat ajudat per un personatge anomenat "Raó". A La Divina Comèdia de Dante Virgili parla sobre la natura ambivalent de Fortuna. Giovanni Boccaccio va escriure De Casibus Virorum Illustrium («les fortunes dels homes famosos»), i hi posa exemples de com la sort d'una persona pot canviar. En una altra obra, De remedii dell'una e dell'altra Fortuna Boccaccio torna a tractar el tema de la sort. Apareix en el capítol 25 d'El príncep, relacionada amb els consells que hi va escriure Nicolau Maquiavel, que hi adverteix que la Fortuna només guia la meitat del destí d'un home i que l'altra meitat depèn d'ell mateix. Segons aquest autor la fortuna afavoreix els forts, els més agressius i als més agosarats. Shakespeare li va dedicar algun dels seus sonets.